# Rhipidure des Tanimbar
Rhipidura opistherythra
Espèce
Statut de conservation UICN

 NT  : Quasi menacé
Le Rhipidure des Tanimbar (Rhipidura opistherythra) est une espèce de passereaux de la famille des Rhipiduridae.

## Distribution
Il est endémique des îles Tanimbar.

## Habitat
Il habite dans les forêts humides en plaine des régions tropicales et subtropicales.
Il est menacé par la perte de son habitat.